# Матвеев, Михаил Николаевич (актёр)
Михаил Николаевич Матвеев (5 марта 1956, Саратов — 4 апреля 2005, Калуга) — советский и российский актёр, заслуженный артист России (1993).

## Биография
Михаил Матвеев родился 5 марта 1956 года в Саратове. В 1976 году он окончил Саратовское театральное училище имени И. А. Слонова и по приглашению главного режиссёра Тульского театра драмы Рафаила Рахлина был принят в труппу. С 1978 по 1980 год Матвеев находился на службе в рядах Советской армии в войсках ПВО.
Среди наиболее ярких ролей Матвеева на тульской сцене — солдат Пётр Бородин («Соловьиная ночь», 1984), Дон Хуан («Дон Хуан», 1988), Меркуцио («Ромео и Джульетта», 1990), Кречинский («Свадьба Кречинского», 1993), граф Альмавива («Безумный день, или Женитьба Фигаро», 1994), Беркутов («Волки и овцы», 1995), Генрих VIII («Королевские игры», 1996), граф Турбин — сын («Два гусара», 1997), Мальволио («Двенадцатая ночь, или Что угодно», 1999), Стэнли Поуни («Слишком женатый таксист», 2004). На большом экране актёр появился в фильмах «Свадьба» (2000), «Враг у ворот» (2001), «Сердце медведицы» (2001) и «Барабашка» (2004).
В 1984 году Матвеев стал лауреатом премии Тульского комсомола. В 1993 году актёр был удостоен звания заслуженный артист России. Трижды становился лауреатом губернаторской премии «Триумф» (2000, 2002, 2004). Помимо работы в театре Матвеев преподавал сценическое движение в Тульском колледже культуры и искусства.
4 апреля 2005 года Матвеев выступал в Калуге на Всероссийском фестивале «Старейшие театры России» в спектакле «Очень простая история любви», во время которого у актёра случился сердечный приступ, и по дороге в больницу он скончался. Похоронен в Туле на центральной аллее Смоленского кладбища.

## Творчество

### Роли в театре

#### Тульский академический театр драмы
- 1976 — «Трубадур и его друзья» (Василий Ливанов, Юрий Энтин) — Трубадур
- 1981 — «Мышеловка» (Агата Кристи) — сержант Троттер
- 1982 — «Водевиль» (Дмитрий Ленский) — князь Ветринский
- 1984 — «Соловьиная ночь» (Валентин Ежов) — Пётр Бородин
- 1984 — «По 206-й» (Василий Белов) — ЧНЗ
- 1984 — «Увертюра в миноре» (Освальд Заградник) — Якуб
- 1985 — «Почем фунт лиха» (Григорий Бакланов) — Макарушка
- 1985 — «Двери хлопают» (Мишель Фермо) — Франсуа
- 1986 — «Клуб нелюбимых, или Ромашка без лепестков» (Инна Гофф) — артист
- 1986 — «Игра» (Юрий Бондарев) — Женя Нечуралов
- 1988 — «Дон Хуан» (Гильерме Фигейредо) — Дон Хуан
- 1989 — «Кабала святош» (Михаил Булгаков) — маркиз д,Орсиньи
- 1989 — «Концерт Высоцкого в НИИ» (Марк Розовский) — Станислав Сергеевич
- 1989 — «Уроки музыки» (Людмила Петрушевская) — Николай
- 1990 — «Дурацкая жизнь» (Семён Злотников) — Жолудь
- 1990 — «Ромео и Джульетта» (Уильям Шекспир) — Меркуцио
- 1990 — «Клуб избранных (Все в саду)» (Эдвард Олби) — Джек
- 1992 — «Кин IV» (Григорий Горин) — Георг IV
- 1993 — «Призраки в доме сэра Чарлза» (Ноэл Кауард) — Чарлз Кэндэмин
- 1993 — «Свадьба Кречинского» (Александр Сухово-Кобылин) — Кречинский
- 1993 — «Свидетель обвинения» (Агата Кристи) — Ленард Воул
- 1994 — «Безумный день, или Женитьба Фигаро» (Пьер Бомарше) — граф Альмавива
- 1994 — «Двое на Качелях» (Уильям Гибсон) — Джерри Райн
- 1995 — «Волки и овцы» (Александр Островский) — Беркуто
- 1995 — «Хозяйка гостиницы (Мирандолина)» (Карло Гольдони) — кавалер Риппафрата
- 1996 — «Королевские игры» (Григорий Горин) — Генрих VIII
- 1996 — «Великий обольститель, или Последняя ночь Казановы» (Александр Лаврин, Виктор Коркия) — граф фон Вальдштейн
- 1997 — «Семейное счастие» (Лев Толстой) — Сергей Михайлович
- 1997 — «Два гусара» (Лев Толстой) — граф Турбин-сын
- 1998 — «Великолепный Краюшкин (Санька-встанька)» (Юрий Рогозин) — Александр Краюшкин
- 1998 — «Лизанька» (Александр Пушкин) — Берестов
- 1998 — «Мисс Гоббс» (Джером Клапка Джером) — Вольф Кингсерл
- 1999 — «Пигмалион» (Бернард Шоу) — Генри Хиггинс
- 1999 — «Двенадцатая ночь, или Что угодно» (Уильям Шекспир) — Мальволио
- 2000 — «Знатный ребёнок, или Кавказский меловой круг» (Бертольт Брехт) — Аздак
- 2001 — «Ложь на длинных ногах» (Эдуардо Де Филиппо) — Бенедетто Чиголелла
- 2002 — «Чудаки» (Максим Горький) — Мастаков
- 2002 — «Между чашей и губами» (Андрей Кутерницкий) — Ильин
- 2003 — «Женитьба» (Николай Гоголь) — Подколесин
- 2004 — «Слишком женатый таксист» (Рэй Куни) — Стэнли Поуни
- 2004 — «Акапулько, мадам!» (Ив Жамиак) — Жером
- 2004 — «Очень простая история любви» (Мария Ладо) — сосед
- 2004 — «Вероника (Вечно живые)» (Виктор Розов) — Фёдор Иванович Бороздин
- 2005 — «Венецианские близнецы» (Карло Гольдони) — Панкрацьо

### Роли в кино и на телевидении
- 1989 — «Степан Сергеевич» — эпизод
- 2000 — «Свадьба» — эпизод
- 2001 — «Враг у ворот» — дедушка
- 2001 — «Сердце медведицы» — Казимир
- 2004 — «Барабашка» — дворник